# Bóveda (Lugo)
Bóveda  es una villa y un municipio español situado en el sur de la provincia de Lugo, en la comunidad autónoma de Galicia, además de una parroquia de dicho municipio. Pertenece a la comarca de la Tierra de Lemos y al partido judicial de Monforte de Lemos. 
Situado a 50 km al sur de Lugo, el municipio se encuentra en una zona de transición al norte del valle de Lemos. En 2022 tenía una población de 1.414 habitantes repartida en sus 14 parroquias rurales que aglutinan un total de 86 entidades de población, entre las que destacan la villa de Bóveda y Rubián como localidades más pobladas. Ambas aglutinan también los servicios del municipio.
El municipio cuenta con un parque empresarial y está en proyecto un polígono agroforestal. Entre sus festividades destacan el Ecce Homo en Rubián y el San Xil en Bóveda, ambas en septiembre.

## Símbolos
Escudo
El escudo de armas de Bóveda fue aprobado tras el preceptivo informe del Consejo Heráldico de Galicia, por el Gobierno autonómico según Decreto 106/1995, de 31 de marzo de 1995, organizado del siguiente modo:

De azur, tres ondas de plata acompañadas, al jefe, de una lis de oro, flanqueada de dos dados de lo mismo y punteados de cinco, y, en punta, de otro dado de lo mismo y punteado de cuatro. Al timbre, corona real cerrada.
Decreto 106/1995, de 31 de marzo, de la Xunta de Galicia

Bandera
Fue aprobada por la Junta de Galicia el 9 de enero de 2003. La descripción textual de la bandera es la siguiente:

Sobre el paño azul, los tres dados punteados (5.4.5), dispuestos al asta y acompañados, al batiente, de tres tiras ondeadas de blanco.
Decreto 137/2003, de 9 de enero, de la Xunta de Galicia

## Geografía
El municipio de Bóveda, con una superficie de 91 km², se encuentra en el sur de la provincia de Lugo. Limita con los municipios de Paradela, Incio, Puebla del Brollón, Monforte de Lemos y Saviñao.
| Noroeste: Paradela          | Norte: Incio           | Nordeste: Incio             |
| Oeste: Saviñao              |                        | Este: Incio                 |
| Suroeste: Monforte de Lemos | Sur: Monforte de Lemos | Sureste: Puebla del Brollón |

Se trata de una zona de transición entre el Valle de Lemos y la montaña. Tiene un relieve montañoso, llegando a alcanzar los 689 metros en su zona occidental, en el monte Couso. El resto del municipio tiene una altitud media de 450 metros.

### Hidrología
La red fluvial del municipio pertenece a la cuenca hidrográfica del Miño-Sil, siendo el río Mao, afluente del Cabe, su principal colector. El Mao, después de cruzar el embalse de Vilasouto, entra en el municipio de Bóveda y baña las parroquias de Tuimil, Bóveda, Ver y Ribas Pequeñas.
Otros ríos importantes del municipio son el Teilán y el Noceda, afluentes del Mao, y el Eimer, afluente del Noceda.

## Geografía humana

### Organización territorial
El municipio está formado por ochenta y seis entidades de población distribuidas en catorce parroquias:
- Bóveda (San Martiño)
- Freituxe (Santiago)
- Guntín (San Cristovo)
- Martín (San Cristovo)
- Mosteiro (San Paio)
- Remesar (San Xoán)
- Ribas Pequeñas[4]
- Rubián (Santiago)
- San Pedro Félix de Rubián[4]
- Teilán (Santa Eulalia)[5]
- Tuimil (Santa María)
- Ver (San Vicente)[5]
- Villalpape[4]
- Villarbuján[4]

### Demografía
Cuenta con una población de 1409 habitantes (INE 2024).
| Gráfica de evolución demográfica de Bóveda entre 1842 y 2021                                                          |
| |
| Población de derecho según los censos de población del INE. Población de hecho según los censos de población del INE. |

La población es regresiva, con crecimiento natural negativo y con una estructura por edades muy envejecida.
La población es dispersa y se reparte en 14 parroquias y 86 lugares. Los principales núcleos de población son Bóveda (392 hab.) y Rubián (282 hab.).

#### Villa y parroquia
Gráfica demográfica de la villa de Bóveda y de la parroquia de San Martiño de Bóveda según el INE español: 
| Gráfica de evolución demográfica de Bóveda entre 2000 y 2019 |
|                                                              |
| Datos según el nomenclátor publicado por el INE.             |

## Administración y política
Bóveda es un bastión del PPdeG y así lo demuestran las elecciones que han dado mayorías absolutas a los populares desde el año 1987.
| Resultados de las elecciones municipales en Bóveda |      |      |      |      |      |      |      |      |      |      |      |
| Partido                                            | 1979 | 1983 | 1987 | 1991 | 1995 | 1999 | 2003 | 2007 | 2011 | 2015 | 2019 |
| CD / CP / AP / PPdeG                               | 4    | 5    | 6    | 7    | 8    | 7    | 5    | 5    | 6    | 6    | 6    |
| PSdeG-PSOE                                         |      | 2    | 1    | 2    | 2    | 2    | 1    | 3    | 2    | 3    | 3    |
| BNG                                                | 2    | 2    | 1    | 1    | 1    | 2    | 1    | 1    | 1    |      |      |
| InGa                                               |      |      |      |      |      |      | 2    |      |      |      |      |
| CG / CPG / CNG                                     |      | 2    | 1    | 1    |      |      |      |      |      |      |      |
| UCD / CDS                                          | 5    |      | 2    |      |      |      |      |      |      |      |      |
| Total                                              | 11   | 11   | 11   | 11   | 11   | 11   | 9    | 9    | 9    | 9    | 9    |

### Alcaldes
El actual alcalde de Bóveda es José Manuel Arias López, del PPdeG, que ocupa el cargo desde 1999 con mayoría absoluta.
| Periodo   | Nombre                                                                          | Partido |
| --------- | ------------------------------------------------------------------------------- | ------- |
| 1979-1983 | Xosé María Rodríguez Castro                                                     | BNG     |
| 1983-1987 | Xosé María Rodríguez Castro Fernando Carlos Rodríguez Pérez José Vázquez Mariño | BNG AP  |
| 1987-1991 | Raúl Vázquez Pereira                                                            | AP      |
| 1991-1995 | Avelino Luaces Carballada                                                       | PPdeG   |
| 1995-1999 | Xosé Manuel Vila González                                                       | PPdeG   |
| 1999-2003 | José Manuel Arias López                                                         | PPdeG   |
| 2003-2007 | José Manuel Arias López                                                         | PPdeG   |
| 2007-2011 | José Manuel Arias López                                                         | PPdeG   |
| 2011-2015 | José Manuel Arias López                                                         | PPdeG   |
| 2015-2019 | José Manuel Arias López                                                         | PPdeG   |
| 2019-2023 | José Manuel Arias López                                                         | PPdeG   |
| 2023-act. | José Manuel Arias López                                                         | PPdeG   |

## Transportes

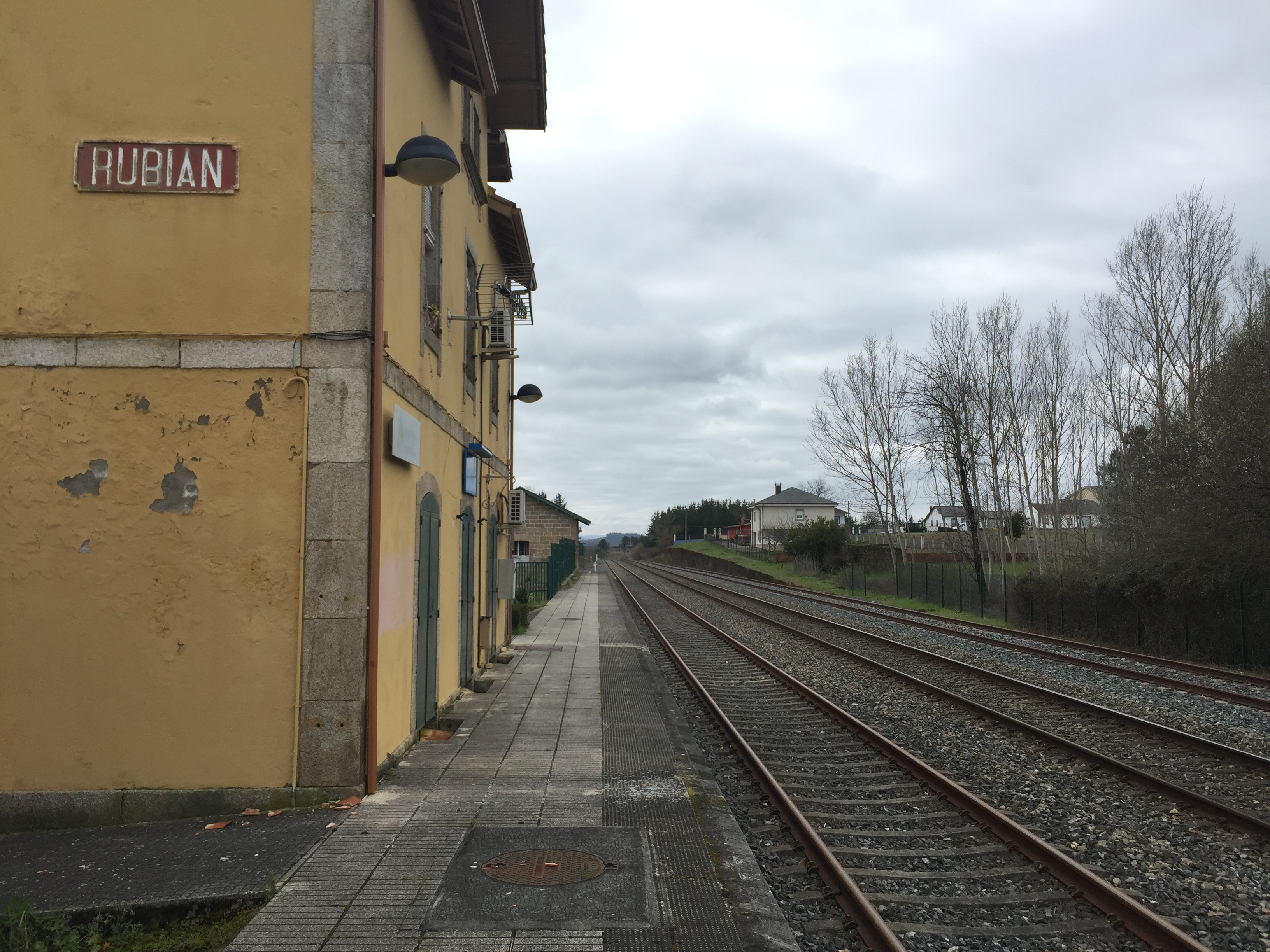
Estación de Rubián

### Carreteras
El municipio de Bóveda está bien comunicado por carretera con las principales localidades de la provincia, encontrándose a 53 km de Lugo y a 14 km de Monforte de Lemos. Ambas localidades están unidas a través del corredor CG-2.2, que cuenta con dos enlaces en el municipio, a la altura de las localidades de Bóveda y Rubián. Este corredor se construyó como alternativa a la antigua carretera LU-546, que realiza el mismo recorrido pasando por el centro de las localidades y en la actualidad está siendo desdoblado en la AG-22 entre el enlace de Nadela y Sarria, lo que permitirá una conexión aún más rápida entre Bóveda y la autovía del noroeste o la transcantábrica, acortando así los tiempos de viaje hasta La Coruña, Gijón, Santander o Bilbao. En el proyecto inicial estaba previsto el desdoble completo de dicho corredor, lo que permitiría que el trayecto con Monforte y la provincia de Orense fueran más rápidos, aunque por el momento esta obra no se encuentra licitada y dado que el número de desplazamientos ha disminuido en este tramo, se pone en duda su futura apertura.
Otras carreteras importantes son la LU-652, que une Bóveda con Puebla de Brollón y la nacional N-120 a Orense y Ponferrada; la LU-611, que une Rubián con Currelos y Taboada; y las LU-643 y LU-644, que unen Bóveda y Rubián respectivamente con Incio.

### Autobús interurbano
Existe un servicio de autobús realiza el recorrido entre Lugo y Monforte con parada en Bóveda varias veces al día.

### Ferrocarril
También pasa por el municipio la línea de ferrocarril León-La Coruña, que cruza el municipio de sur a norte. En Rubián hay una estación sin servicio de pasajeros, mientras que en Bóveda la estación fue demolida hace varios años. La estación más cercana con servicios de pasajeros es la de Monforte de Lemos. Está prevista la construcción de una variante ferroviaria para evitar el trazado sinuoso y los túneles de gálibo reducido de la línea actual.

## Servicios públicos

### Educación
Bóveda cuenta con un colegio de Educación Infantil y Primaria, el CEIP Rosalía de Castro, gestionado por la Consejería de Educación, Cultura y Ordenación Universitaria de la Junta de Galicia. El municipio no dispone de instituto y sus habitantes deben desplazarse a la capital comarcal, Monforte de Lemos.

### Sanidad
En sanidad pública, el municipio cuenta con dos centros de salud gestionados por el Servicio Gallego de Salud (SERGAS), uno en Bóveda y otro en Rubián. También hay en el municipio dos farmacias, una en Bóveda y la otra en Rubián.

### Seguridad
El municipio cuenta con un cuartel de la Guardia Civil.

## Monumentos y lugares de interés

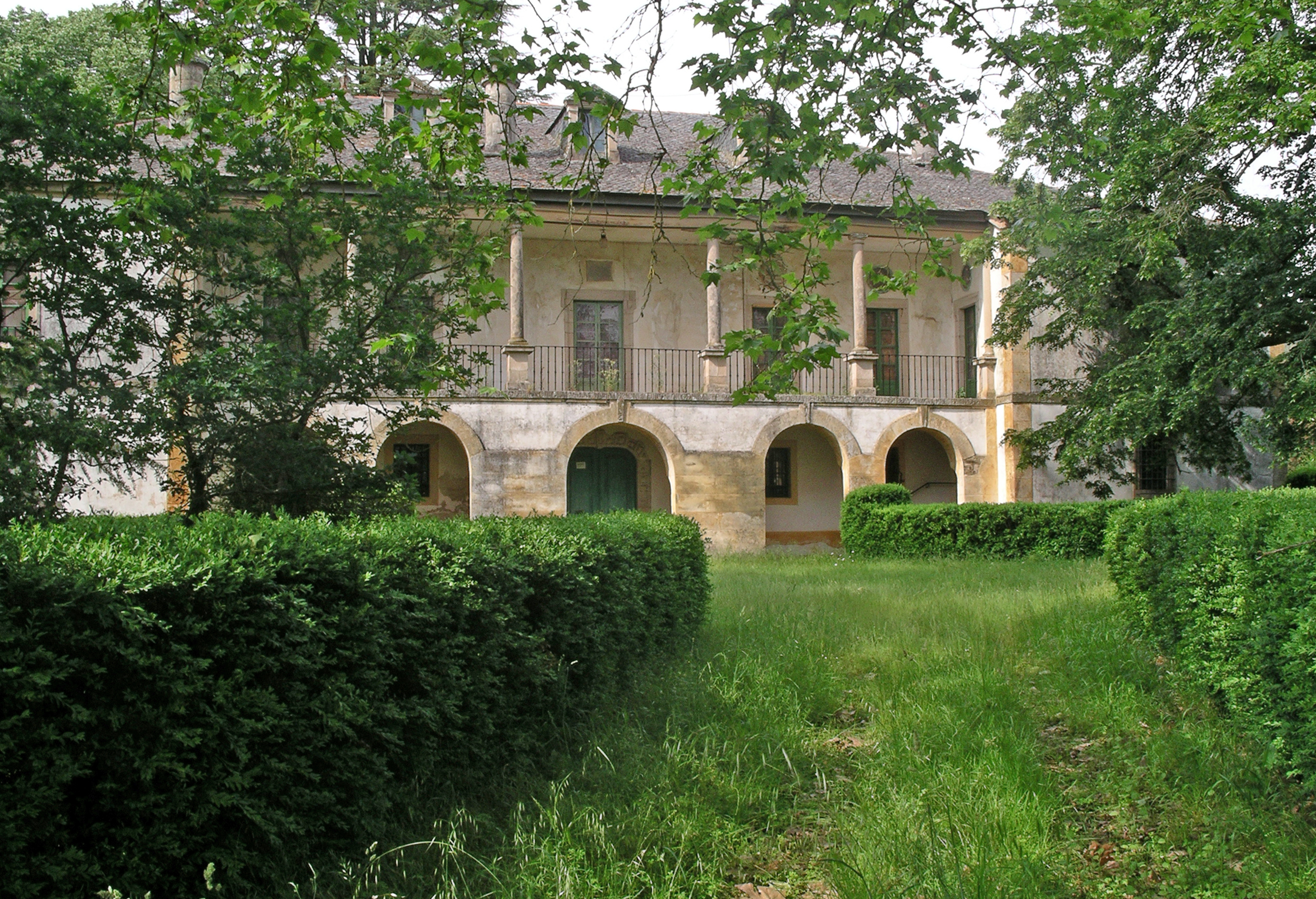
Pazo de los Marqueses de Bóveda

- Iglesia de San Martiño de Bóveda, del siglo XX.
- Capilla de San Xil, del siglo XVIII, situada en las afueras de Bóveda.
- Mirador de la Sierra de Penas, con vistas de todo el municipio.
- Mirador del Alto do Coto.
- Pazo Viance, construido por Luis de Monteagudo para el marqués de Viance entre 1769 y 1791. Luego pasó al marquesado de Villaverde de Limia, y hoy pertenece a sus sucesores. Hermosa fachada estilo manierismo italiano y columnas paladianas.
- Capilla del Divino Ecce Homo, del siglo XVII, en Rubián.
- Iglesia de los Santos Pedro y Santiago, del siglo XVII, en Rubián.
- Plaza de A Filgueira.
- Herrería de Penacova

## Fiestas

### San Xil
Las fiestas patronales de la villa de Bóveda se celebran anualmente en honor a San Xil del 31 de agosto al 2 de septiembre. El domingo anterior (último domingo de agosto), se celebra una romería popular en el monte de San Xil, junto a la capilla del patrón. Se celebra una misa campestre seguida de procesión y una comida popular.
El 31 de agosto comienzan las fiestas con una queimada popular en la plaza de A Filgueira, seguida de verbena. Antiguamente se celebraban también en esta jornada desfiles de gigantes y cabezudos. El 1 de septiembre, día grande de los festejos, se celebran por la mañana la misa y procesión de San Xil, seguidas de sesión vermut. Por la noche, hay verbena y fuegos artificiales. El 2 de septiembre se repite el formato de la jornada anterior, con misa, procesión y sesión vermut, y se cierran las fiestas con orquestas. Además de los ya citados, otros muchos actos completan el programa, como actividades deportivas (destaca el partido de fiestas), juegos infantiles o folclore, que varían cada año.

### Ecce Homo en Rubián

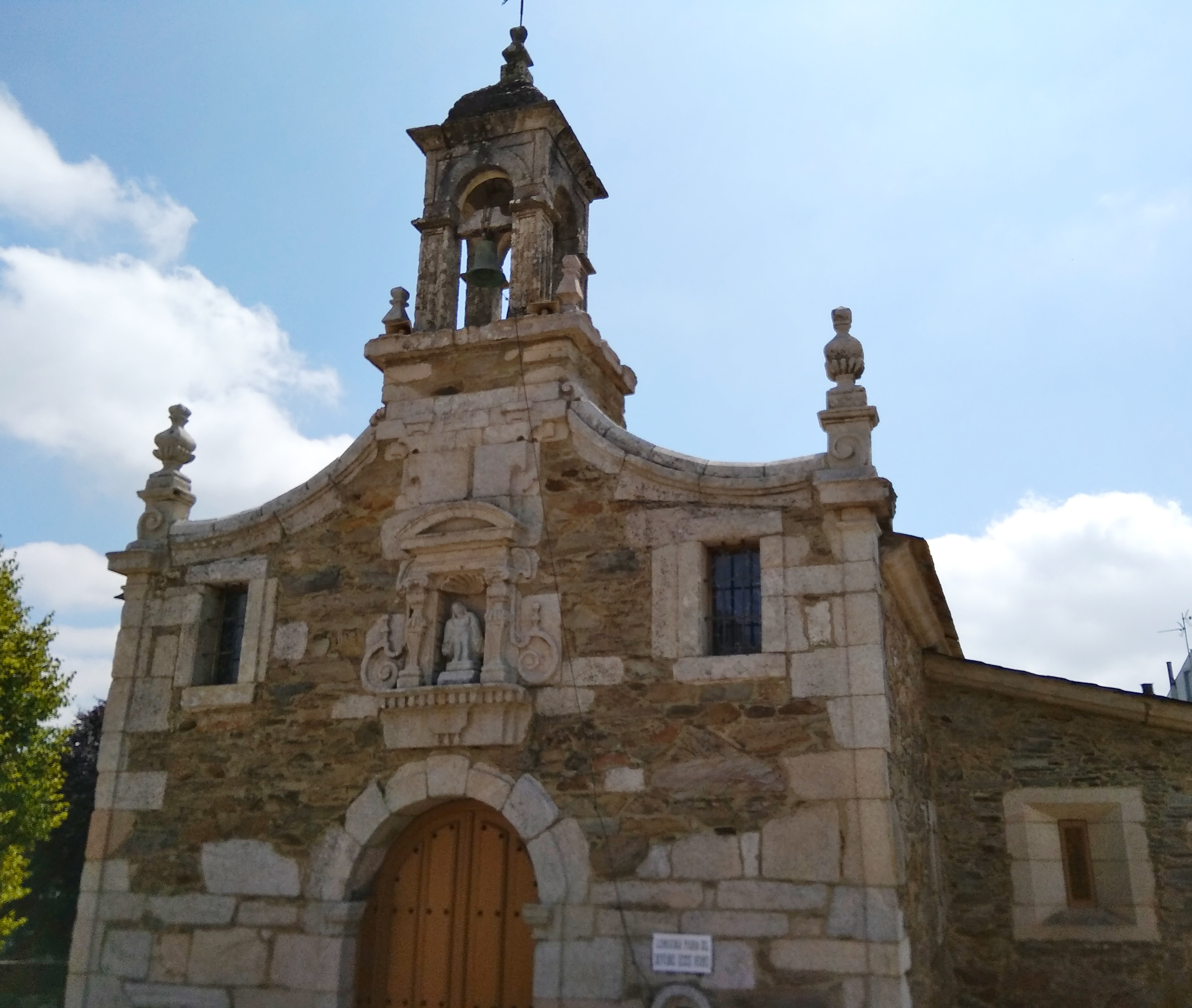
Capilla del Divino Ecce Homo de Rubián

Las fiestas de la parroquia de Rubián se celebran anualmente entre el 13 y el 16 de septiembre en honor al Divino Ecce Homo. Las fiestas comienzan el 13 de septiembre con una queimada y verbena. El 14 de septiembre coinciden los festejos con la feria del pulpo. Aunque, en general, todos los días 14 del año (junto al 29) resultan una verdadera fiesta por ello, la de este 14 de septiembre adquiere una mayor relevancia al solaparse con los festejos patronales. Por la noche se celebran verbenas. 
El 15 de septiembre es el día principal de los festejos dedicados al Divino Ecce Homo. Su verdadera festividad es el 14 de septiembre, pero se celebra desde hace siglos el día 15 para evitar la coincidencia con la feria del 14. Destacan las misas que se celebran en la capilla y la procesión con todos los santos de la misma, a la que muchos fieles acuden descalzos, con el hábito del Nazareno, y ofrecen exvotos pidiendo por la curación de algún problema de salud. Ésta, resulta uno de los actos religiosos más concurridos de la provincia. Cuando el divino Ecce Homo vuelve a la capilla, una sesión vermut anima a los asistentes. La jornada se completa con verbena y fuegos de artificio. El 16 de septiembre destacan la misa y procesión con todos los santos de la capilla, y la verbena que supone el fin de fiestas. Además de estos actos, otras muchas actividades que varían cada año completan el programa.

### Otras festividades
- San Vicente, en Ver, en enero.
- Antroido (Carnavales)
- Inmaculada Concepción, en Freituxe, en mayo.
- San Pedro, en Xullán, el 29 de junio.
- Virgen del Rosario, en Guntín, el primer domingo de agosto.
- San Salvador, en Teilán, el 6 de agosto.
- San Bartolomé, en Vilalpape, el 24 de agosto.
- San Roque, en Ver, el domingo siguiente al 16 de agosto.
- Virgen de los Remedios, en Ribas Pequeñas, el 7 de septiembre.
- San Martín, en Bóveda, el 11 de noviembre.
- Jornadas de promoción de la micología, en noviembre.

## Deportes
El municipio cuenta con dos equipos de fútbol, uno de Bóveda y otro de Rubián:
- Agrupación Deportiva Bóveda: fundado en 1996, milita en la Segunda Galicia y juega sus partidos en el campo de fútbol Hermanos Somoza.
- Sociedad Deportiva Rubián: fundado en 1989, milita en Tercera Galicia y juega como local en el campo de O Poste.